# Zaprużany
Zaprużany (biał. Запружаны; ros. Запружаны) – wieś na Białorusi, w obwodzie witebskim, w rejonie brasławskim, w sielsowiecie Ciecierki.

## Historia
W czasach zaborów wieś w powiecie dzisieńskim, w guberni wileńskiej Imperium Rosyjskiego
W latach 1921–1945 wieś leżała w Polsce, w województwie wileńskim, w powiecie dziśnieńskim (od 1926 w powiecie brasławskim), w gminie Jody, od 1927 w gminie Przebrodzie.
Według Powszechnego Spisu Ludności z 1921 roku zamieszkiwało tu 100 osób, 77 było wyznania rzymskokatolickiego a 23 prawosławnego. Jednocześnie 99 mieszkańców zadeklarowało polską a 1 białoruską przynależność narodową. Było tu 19 budynków mieszkalnych. W 1931 w 17 domach zamieszkiwało 88 osób.
Wierni należeli do parafii rzymskokatolickiej w Borodzieniczach i do parafii prawosławnej w Jodach. Miejscowość podlegała pod Sąd Grodzki w Brasławiu i Okręgowy w Wilnie; właściwy urząd pocztowy mieścił się w Zamoszach.
W wyniku napaści ZSRR na Polskę we wrześniu 1939 miejscowość znalazła się pod okupacją sowiecką. 2 listopada została włączona do Białoruskiej SRR. Od czerwca 1941 roku pod okupacją niemiecką. W 1944 miejscowość została ponownie zajęta przez wojska sowieckie i włączona do Białoruskiej SRR.
Od 1991 w składzie niepodległej Białorusi.